# James Wolf (Sänger, 1870)
James Wolf (* 2. Dezember 1870 in Hamburg als James Isaac; † 3. Januar 1943 im KZ Theresienstadt) war ein Hamburger Volkssänger, Komiker und Varietéstar jüdischer Herkunft.

## Leben
James Wolf wuchs als eines von zwölf Kindern des Hamburger Schlachtergesellen Isaac Joseph Isaac und der Hebamme Pauline Isaac in Hamburg-Neustadt auf. Als er 25-jährig in das von seinem älteren Bruder Ludwig gegründete Wolf-Trio (der Dritte war sein Bruder Leopold) eintrat, änderte er seinen Namen in James Wolf. Der Sänger und Entertainer James Iwan Wolf (1893–1981) war sein Neffe.
Im Jahre 1906 verließ James das Wolf-Trio und machte sich als Zeitungshändler selbstständig. Im Juli 1942 wurde er ins KZ Theresienstadt deportiert und starb dort unter den miserablen Haftbedingungen zum Jahresbeginn 1943.

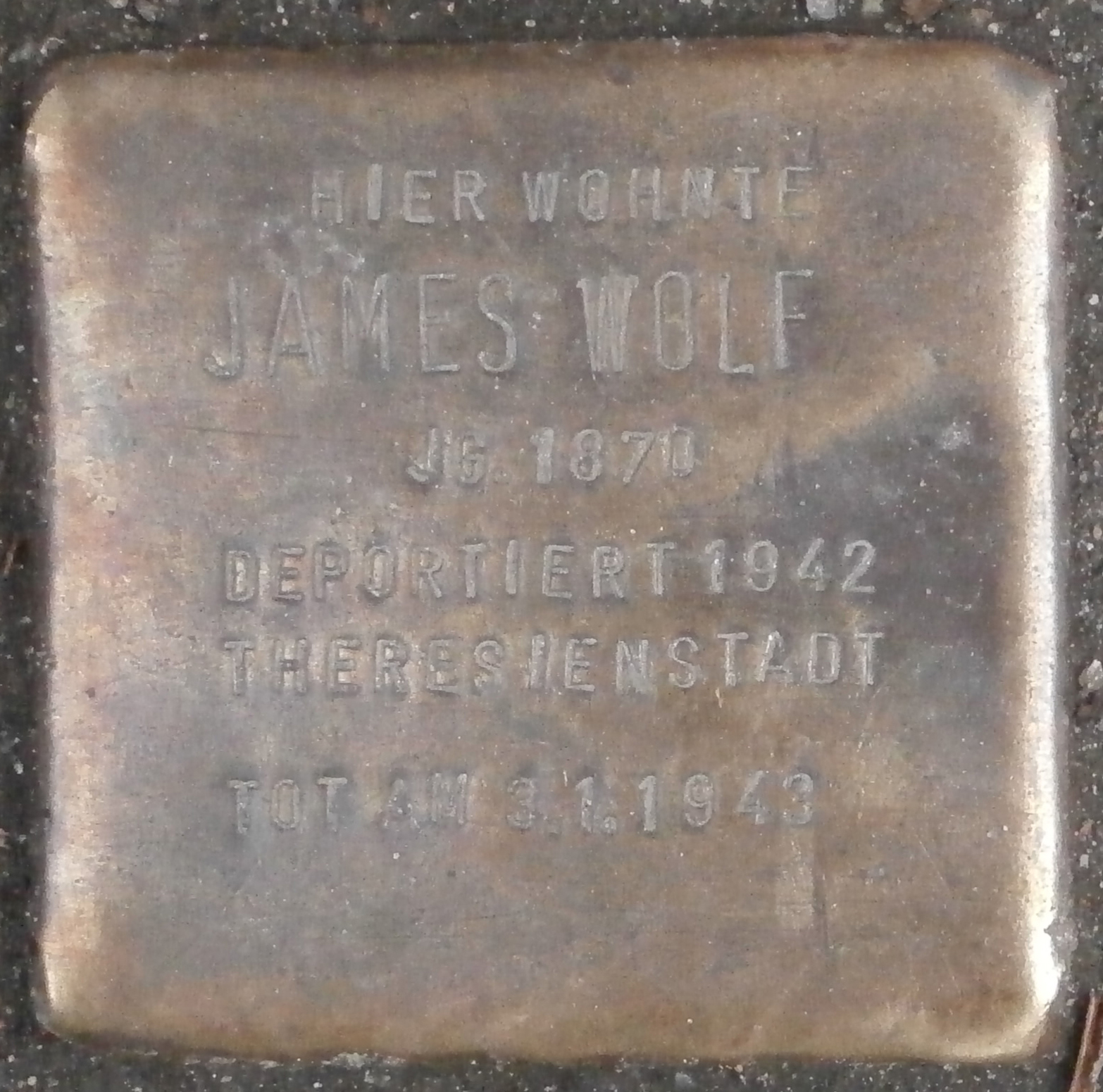
Stolperstein für James Wolf in Hamburg-Eimsbüttel